# .Mac
Pour les articles homonymes, voir Mac.
.Mac (prononcer Dot Mac) est un service payant d'Apple principalement destiné aux ordinateurs Macintosh, les autres plateformes n'ont alors pas accès à tous les services de .Mac. Durant l'été 2008, Apple a lancé MobileMe, un service multi-plateforme qui remplace .Mac au même tarif.
Puis, le 12 octobre 2011, c'est iCloud qui prend le relais. Service gratuit, il permet de faire les mêmes choses seuls sont absents le service iDisk, la publication web via l'application iWeb et une galerie privée pour mettre des photos.

## Les services intégrés à .Mac

### iDisk
iDisk est un espace de stockage de données en ligne accessible depuis un ordinateur Mac ou Windows. La capacité de l'iDisk varie de 10 Go à 30 Go (espace partagé pour tous les services .Mac) selon les options choisies lors de l'abonnement. Un iDisk a pour buts principaux de :
- Partager ses fichiers avec d'autres personnes.
- Permettre d'accéder à ses fichiers depuis n'importe quel ordinateur Mac ou Windows.
- Sauvegarder tous les fichiers importants.

### Hébergement Web
Avec un abonnement .Mac, la publication des sites créés avec iWeb est simplifiée grâce à l'intégration de .Mac avec la suite iLife. Il suffit en effet de cliquer sur le bouton "Publier" dans le coin inférieur gauche de la fenêtre iWeb pour pouvoir retrouver son site internet ou son blog en ligne.

### Galerie Web
Une galerie web est un moyen simple de partager les photos présentes dans la bibliothèque iPhoto. Il suffit d'ouvrir l'album que l'on souhaite partager et de cliquer sur le bouton « Galerie Web » situé en bas de la fenêtre iPhoto. Les photos sont ensuite envoyées sur les serveurs Apple et la galerie est accessible.

### MessagerieIMAP
Une adresse électronique avec l'extension « @mac.com » est créée automatiquement avec chaque abonnement .Mac. Elle est utilisable pour envoyer et recevoir des courriers électroniques depuis l'application Apple Mail et aussi depuis le site d'Apple si vous êtes en déplacement ou sur un ordinateur Windows. Puisque ce service utilise la technologie IMAP, vous pouvez également accéder à un compte de courrier .Mac à partir de n'importe quel logiciel de messagerie de bureau (Outlook Express ou Thunderbird, par exemple) pour accéder à vos messages.
Cette adresse est également utilisable comme compte de messagerie instantanée iChat.

### iCards
Les iCards sont des cartes postales électroniques que vous pouvez envoyer depuis le site d'Apple dans la rubrique .Mac. Il est possible de personnaliser les iCards en y ajoutant les photos présentes dans le dossier Photos d'un iDisk. Une fois la photo choisie, il ne reste plus qu'à taper le texte de la carte, à indiquer l'/les adresse(s) des destinataires et de cliquer sur envoyer.

### Groupes
Un compte .Mac permet de créer des groupes. Un groupe est un site internet dans lequel sont rassemblés les photos, les annonces, les dates importantes qui concernent le groupe (une association, par exemple). Un forum est intégré à chaque groupe ce qui permet de discuter entre les différents membres. Un alias d'une adresse électronique est également créé pour le groupe (extension en « @groupes.mac.com » ) dépourvue de publicité.

### Sync
Le service Sync permet si l'on utilise plusieurs mac de synchroniser les signets, les contacts, les calendriers, les mots de passe et les paramètres des comptes de messagerie électronique.

### Backup
Backup est un logiciel de sauvegarde sur iDisk, CD, DVD ou tout autre support de stockage. Il permet de sauvegarder, en plus des documents personnels, les mots de passe et les signets.
La version actuelle (octobre 2007) est la 3. 

## Tarifs
|                 | Version d'essai | Abonnement de base | Pack Familial | Abonnement 20 Go | Abonnement 30 Go |
| --------------- | --------------- | ------------------ | ------------- | ---------------- | ---------------- |
| Prix (en Euros) | Gratuit         | 79 €               | 179 €         | 148,95 €         | 198 €            |
| Durée           | 60 jours        | 1 an               | 1 an          | 1 an             | 1 an             |

En cas d'expiration de l'abonnement la plupart des services sont supprimés (sauf certains comme le compte iChat).